# Kiss
Kiss (estilizado KISS) es una banda estadounidense de rock formada en Nueva York en enero de 1973 por el bajista Gene Simmons, el guitarrista Paul Stanley y el baterista Peter Criss, a los que más tarde se uniría el guitarrista Ace Frehley. Conocidos por su maquillaje facial y su extravagante vestuario, el grupo se dio a conocer al público a mediados de los años 1970 gracias a sus actuaciones en directo, en las que incluían pirotecnia, llamaradas, cañones, baterías elevadoras, guitarras con humo y sangre falsa. Si se tienen en cuenta los álbumes en solitario de 1978, Kiss ha conseguido treinta discos de oro de la RIAA y es la banda estadounidense que ha recibido un mayor número de estas certificaciones. El conjunto ha vendido más de 100 millones de álbumes en todo el mundo y 21 millones solo en los Estados Unidos. A pesar de no haber alcanzado nunca la primera posición del Billboard 200, ha situado veintiséis de sus trabajos entre los cuarenta primeros puestos. Desde su formación, sus miembros asumieron personalidades acordes con los maquillajes y trajes que llevaban, así Simmons asumió el rol de «Demon», Stanley el de «Starchild», Criss el de «Catman» y Frehley el de «Space Ace» o «Spaceman».
Sus tres primeros álbumes de estudio apenas tuvieron repercusión y tuvo que ser con el lanzamiento de Alive!, un disco en directo, que la banda consiguiera fama y popularidad. Sus siguientes trabajos, entre los que destacan Destroyer y Love Gun, aumentaron la popularidad del grupo y consiguieron varias certificaciones de platino. Después de que cada integrante publicara un álbum en solitario y rodar una película, las tensiones dentro del grupo aumentaron, lo que ocasionó la marcha de Criss y posteriormente la de Frehley. Tras la salida de dos de sus miembros fundadores —Eric Carr y Vinnie Vincent reemplazaron a Criss y Frehley y asumieron las personalidades de «The Fox» y «The Wizard», respectivamente— y publicar algunos álbumes que no tuvieron el número de ventas esperadas, como Music from "The Elder" y Creatures of the Night, en 1983, Kiss decidió abandonar el maquillaje y orientar su estilo musical hacia el glam metal. En la década de 1990 se produjo la reunión de la formación con sus respectivos maquillajes, aunque con la llegada del nuevo milenio, Frehley y Criss volvieron a dejar la banda. Simmons y Stanley decidieron continuar con el batería Eric Singer y el guitarrista Tommy Thayer, quienes asumieron las personalidades de «Catman» y «Spaceman», respectivamente.

## Historia

### Formación (1972-1973)
La historia de Kiss comenzó con la formación de Wicked Lester, una banda neoyorquina liderada por Gene Simmons y Paul Stanley, que con una ecléctica mezcla de estilos musicales, nunca logró ningún éxito. El grupo grabó un único álbum, que Epic Records desecharía y realizó algunas actuaciones en directo. Simmons y Stanley sintieron que necesitaban tomar una nueva dirección musical, así que abandonaron Wicked Lester en 1972 y comenzaron a preparar un nuevo grupo. A finales de 1972, el dúo encontró un anuncio en la revista Rolling Stone de Peter Criss, un batería que había tocado en bandas como Lips y Chelsea, y que tras realizar una audición se unió a la nueva versión de Wicked Lester. El trío se centró en un estilo de rock más duro que el que habían realizado anteriormente e inspirados por la teatralidad de Alice Cooper y New York Dolls, también comenzaron a experimentar con su imagen y a utilizar maquillajes y ropa extravagante. En noviembre de 1972, el trío realizó una actuación para Don Ellis de Epic, con la intención de conseguir un contrato discográfico, sin embargo, este no quedó satisfecho, pues no le gustaba su imagen ni su música y durante su salida, el hermano de Criss le vomitó encima.
A comienzos de enero de 1973, el grupo quedó completado con la llegada del guitarrista líder Ace Frehley, que había impresionado al grupo con su primera audición, a pesar de haberse presentado con unas zapatillas de distintos colores, una roja y una naranja. Unas semanas más tarde de la llegada del guitarrista, el cuarteto adoptó el nombre de Kiss. A Stanley se le ocurrió cuando Criss, Simmons y él se dirigían a Nueva York en coche, pues el batería mencionó que había estado en una banda llamada Lips —en español: Labios—, así que Stanley dijo: «¿Qué me dices de Kiss?». Por su parte, Frehley creó el logo de la banda, al hacer que las «SS» parecieran rayos, cuando iba a escribir el nombre del grupo sobre el de Wicked Lester en un cartel de un club en el que iban a tocar.Sin embargo, en Alemania, debido a que las últimas letras: «SS» guardaban similitudes con el símbolo rúnico utilizado como la insignia de las SS, relacionadas con la nacionalsocialismo y su uso es ilegal en Alemania desde la posguerra, para evitar la controversia, desde 1979 la mayoría de los lanzamientos y merchandising de la banda en el país europeo tienen el logo modificado, con las eses convertidas en dos zetas del revés.

### KissyHotter Than Hell(1973-1974)

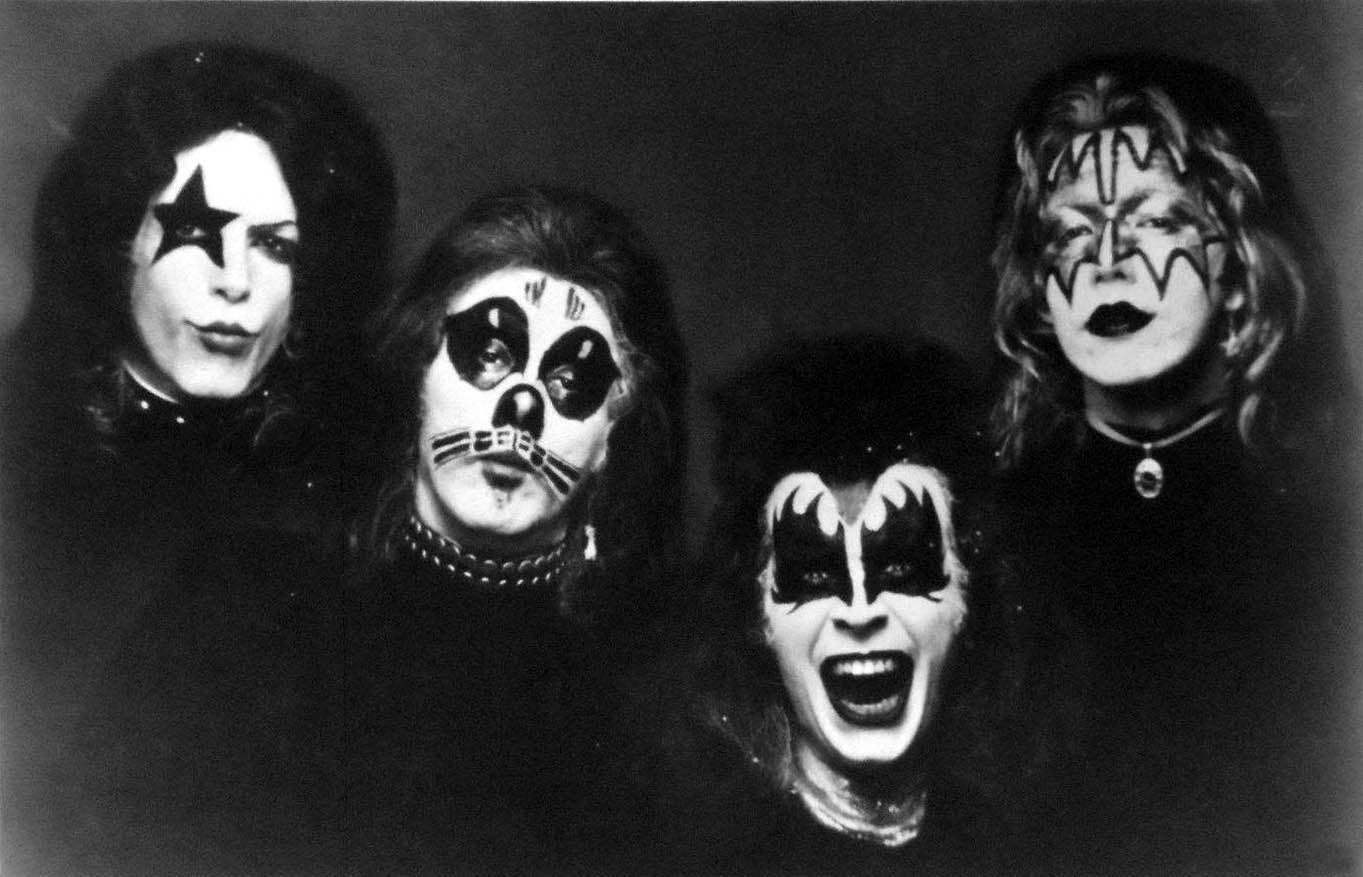
Kiss durante la sesión fotográfica para la portada de su álbum debut.

La primera actuación de Kiss fue el 30 de enero de 1973 para un público de diez personas en el Popcorn Club en Queens. En los tres primeros conciertos, del 30 de enero al 1 de febrero, los miembros de la banda apenas llevaban pintura corporal y su característico maquillaje sería usado por primera vez los días 9 y 10 de marzo en The Daisy en Amityville, Nueva York. El 13 de marzo, el grupo grabó una maqueta de cinco canciones con el productor Eddie Kramer. A mediados de octubre, el exdirector de televisión Bill Aucoin, que había visto varios conciertos de Kiss ese verano, pasó a ser su mánager y se comprometió a conseguir un acuerdo discográfica en dos semanas y el 1 de noviembre, Kiss fue la primera agrupación contratada por la discográfica Casablanca Records, fundada por Neil Bogart. Por otra parte, el conjunto había comenzado la grabación de su primer álbum en los estudios Bell Sound de Nueva York. El 31 de diciembre realizó su primera actuación como banda profesional en Brooklyn, como acto de apertura de Blue Öyster Cult, aunque en este concierto, Simmons quemó accidentalmente su cabello tras realizar su número de tragafuegos.
La primera gira de Kiss comenzó el 5 de febrero de 1974 en Edmonton, Canadá, mientras que su álbum debut, Kiss, salió a la venta dos semanas más tarde. Al día siguiente de su lanzamiento, el cuarteto interpretó las canciones «Nothin' to Lose», «Firehouse» y «Black Diamond» en la que sería su primera intervención televisiva, en el programa de la ABC Dick Clark's In Concert. El 29 de abril, el grupo tocó «Firehouse» en The Mike Douglas Show, donde además el propio Douglas entrevistó a Simmons, quien se calificó como una «encarnación del Demonio». La colaboradora del programa Totie Fields comentó que sería divertido si detrás del maquillaje el bajista fuera «sólo un buen chico judío». Este no confirmó ni negó esta observación y dijo simplemente: «No lo sabrás», a lo que Fields contestó: «Lo haré, no puedes esconder ese “garfio”», en referencia a la nariz ganchuda de Simmons. A pesar de la constante publicidad realizada por Casablanca Records, Kiss inicialmente solo vendió 75 000 copias y tanto el grupo como la discográfica perdían bastante dinero a gran velocidad en la promoción del álbum.

### Dressed to KillyDestroyer(1974-1976)

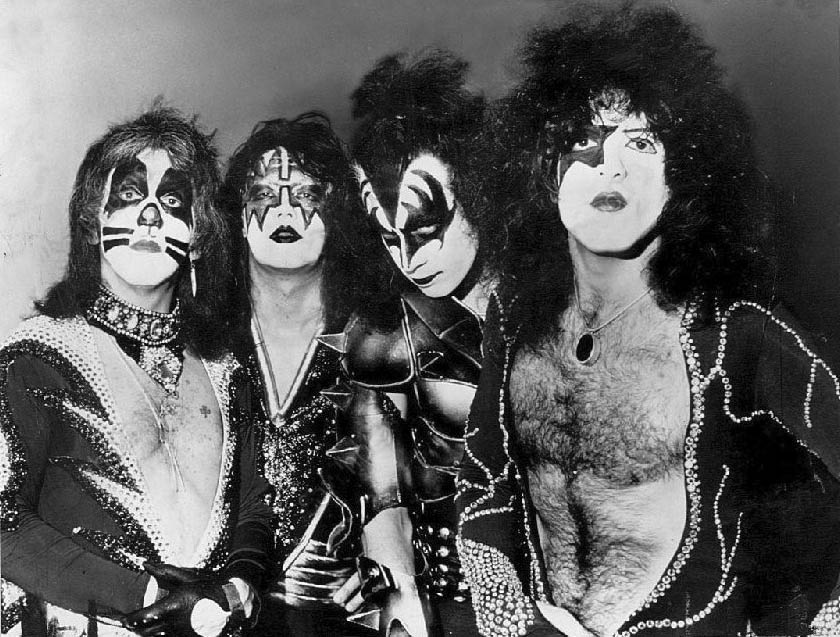
Kiss en una de las sesiones fotográficas de Destroyer, en 1976.

Mientras estaban de gira, los miembros de la banda realizaron una parada en Los Ángeles en agosto de 1974 para grabar su segundo álbum, Hotter Than Hell, que saldría a la venta el 22 de octubre de 1974. El único sencillo, «Let Me Go, Rock 'n' Roll», no tuvo impacto en las listas, mientras que el álbum solo alcanzó el puesto 100 del Billboard 200 y rápidamente bajó posiciones, por lo que el cuarteto se vio obligado a dejar de actuar en directo para grabar un nuevo trabajo. Esta vez Neil Bogart produjo el álbum para cambiar el sonido sucio y distorsionado de Hotter than Hell por uno más limpio y pop. Dressed to Kill se lanzó el 19 de marzo de 1975 y tuvo una mejor acogida comercial que Kiss y Hotter Than Hell, e incluyó además la canción que más tarde se convertiría en su insignia, «Rock and Roll All Nite».
A pesar de que sus álbumes no eran un gran éxito de ventas, el grupo tenía una gran reputación por sus conciertos que solían incorporar espectáculos por parte de los miembros: Simmons escupía «sangre» y/o «fuego», la guitarra de Frehley echaba humo, la batería de Criss se situaba sobre una plataforma elevadora y la guitarra de Stanley tenía pirotecnia. A finales de 1975, Casablanca Records estaba cercana a la bancarrota y Kiss corría el riesgo de perder su contrato de grabación, por lo que ambas partes necesitaban un éxito comercial para poder sobrevivir. Este éxito lo conseguirían con el lanzamiento de un doble disco en directo, en el que la agrupación quería expresar la emoción que se sentía en sus conciertos. Alive!, publicado el 10 de septiembre de 1975, consiguió la certificación de disco de oro de la RIAA e incluyó su primer sencillo que alcanzó el top 20 en las listas, una versión en directo de «Rock and Roll All Nite». Esta fue la primera versión de la canción en incluir un solo de guitarra y reemplazó a la edición original de estudio como la grabación definitiva.
La acogida de Alive! no solo supuso un gran avance hacia la fama para Kiss, sino que salvó a Casablanca de la quiebra y tras este éxito, la banda se asoció con el productor Bob Ezrin, que había trabajado con anterioridad con Alice Cooper. El resultado fue Destroyer, lanzado el 15 de marzo de 1976 y que gozó de una producción más limpia que sus antecesores, una orquesta, un coro y numerosos efectos de sonido, además la portada la realizó Ken Kelly, que había dibujado el cómic Conan el Bárbaro y que más tarde trabajaría con otros conjuntos de rock como Rainbow y Manowar. Aunque el álbum tuvo unas buenas ventas iniciales y consiguió un disco de oro de la RIAA, rápidamente comenzó a bajar en las listas y solo cuando la balada «Beth» —la cara B del sencillo «Detroit Rock City»— comenzó a tener repercusión en la radio, el álbum volvió a subir posiciones en el Billboard 200. «Beth» alcanzó el puesto 7 en el Billboard Hot 100, y su éxito reavivó la venta de entradas para los conciertos del grupo, así como las ventas del álbum, que obtuvo la certificación de platino a finales de 1976. Este tema le valdría a Kiss el premio People's Choice en la categoría de mejor canción y que sería uno de los pocos premios de la industria que ganaría.
En octubre de 1976, la banda apareció en The Paul Lynde Halloween Special, donde interpretó en playback «Detroit Rock City», «Beth» y «King of the Night Time World», además, el presentador del programa Paul Lynde entrevistó a los cuatro integrantes.

### Rock and Roll OveryLove Gun(1976-1977)

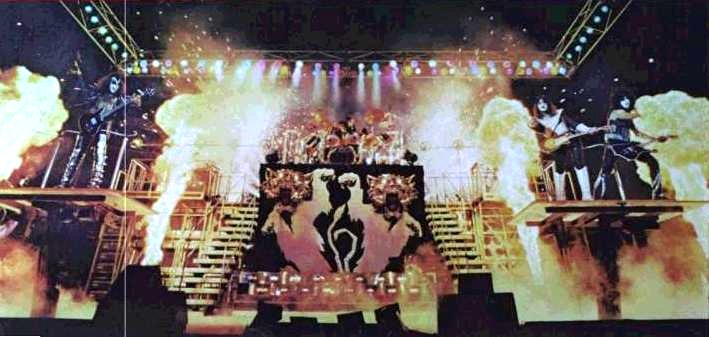
Kiss en un concierto de 1977.

Tras la popularidad alcanzada con Destroyer, la banda publicó otros dos exitosos álbumes de estudio en menos de un año: Rock and Roll Over, el 11 de noviembre de 1976 y Love Gun, el 30 de junio de 1977. Este último alcanzó la cuarta posición del Billboard 200, lo que supuso el primer top 5 conseguido por Kiss, además un segundo trabajo en directo, Alive II, salió a la venta el 14 de octubre de 1977. Estas tres producciones recibieron certificaciones de platino de la RIAA poco después de su lanzamiento, además entre 1976 y 1978, Kiss consiguió 17 millones de dólares por las regalías de sus canciones. En Japón, el conjunto realizó cinco conciertos con aforo completo en el estadio Budokan, lo que rompió el anterior récord de cuatro de The Beatles. En mayo de 1977 Kiss hizo su primera aparición en un cómic, en el número 12 de Howard the Duck, publicado por Marvel y que sirvió como precedente para que Marvel publicara más cómics relacionados con la banda.
El 2 de abril de 1978, Casablanca publicó el recopilatorio, Double Platinum, que incluyó versiones remezcladas de sus éxitos, así como «Strutter '78», una nueva grabación de un tema de su álbum debut, pero interpretada con un estilo muy similar a la música disco a petición de Neil Nogart. Durante este período, el merchandising de Kiss se convirtió en una importante fuente de ingresos y entre los productos publicados estaban dos cómics editados por Marvel —el primero de ellos con tinta mezclada con sangre real donada por el cuarteto—, una máquina de pinball, figuras de acción, kits de maquillaje, caretas de Halloween y juegos de mesa. Mientras tanto, el número de miembros de la Kiss Army, el club de aficionados de la banda, llegaba a las seis cifras. Entre 1977 y 1979, las ventas mundiales de artículos de Kiss alcanzaron los 100 millones de dólares.

### Cuatro álbumes en solitario (1978)

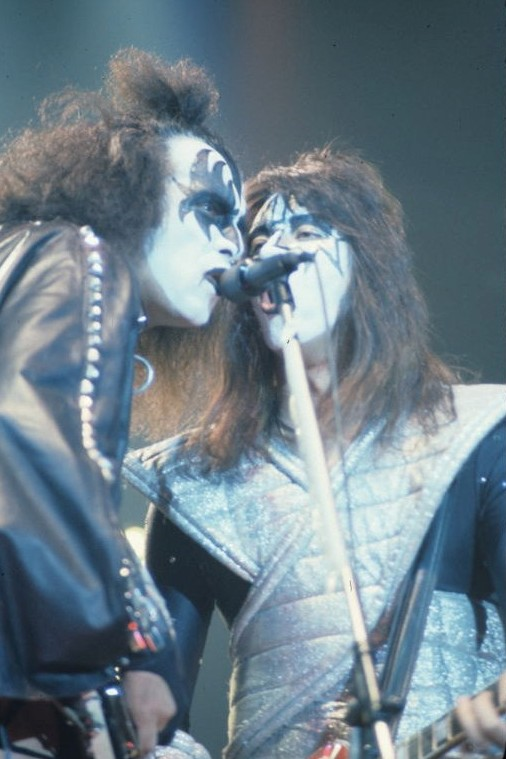
Simmons y Frehley actuando en New Haven, en 1978, durante la gira de Alive II.

Kiss vivió su mejor momento comercial en 1978, pues Alive II fue su cuarto álbum de platino en solo dos años y la gira que le siguió tuvo una media de 13 000 personas por concierto. El grupo, junto a su mánager, Bill Aucoin, trataron de llevar a Kiss al siguiente nivel de popularidad y con ese fin, desarrollaron dos novedosos proyectos. El primero de ellos fue el lanzamiento simultáneo de cuatro álbumes en solitario, que a pesar de que ninguno de ellos incluyó el trabajo de más de un miembro del grupo, fueron comercializados como trabajos de Kiss. Este hecho supuso la primera vez que todos los integrantes de una banda de rock, publicaban discos en solitario el mismo día. Para los cuatro músicos, esto implicó una oportunidad para mostrar sus gustos musicales y en algunos casos, para trabajar con otros artistas contemporáneos. Los trabajos de Stanley y Frehley continuaron con el estilo de hard rock practicado por la agrupación, el de Criss estuvo lleno de baladas cercanas al r&b y el de Simmons fue el más ecléctico, pues abarcó canciones de hard rock, pop, baladas y una versión del tema «When You Wish upon a Star», de la película Pinocho. El bajista contó además con la colaboración de Joe Perry de Aerosmith, Rick Nielsen de Cheap Trick, Jeff Baxter de Doobie Brothers, Donna Summer, Helen Reddy, Bob Seger y su por entonces novia, Cher.
Casablanca lanzó los cuatro discos el 18 de septiembre de 1978 y todos alcanzaron el top 50 del Billboard 200, aunque de todos ellos, el de Frehley fue el más exitoso, en parte gracias al sencillo «New York Groove», escrito por Russ Ballard y que alcanzó el top 20. El segundo proyecto del año era que la banda apareciera en un largometraje para consolidar su imagen de superhéroes, pero aunque el proyecto había sido propuesto como una mezcla entre A Hard Day's Night y Star Wars, el resultado final quedó muy alejado de las expectativas. El guion sufrió varios cambios y la frustración de la banda —particularmente Criss y Frehley— aumentó durante la filmación. El estreno de la cinta, titulada Kiss Meets the Phantom of the Park, tuvo lugar en el canal NBC el 28 de octubre de 1978 y a pesar de sus pésimas críticas, tuvo unos buenos datos de audiencia. Años más tarde, los miembros de Kiss mostraron su arrepentimiento ante el producto final, ya que a su juicio, la cinta terminó representándoles como payasos más que como héroes. El fracaso artístico de la película, dio lugar a una ruptura entre Kiss y Aucoin.

### DynastyyUnmasked(1979-1980)

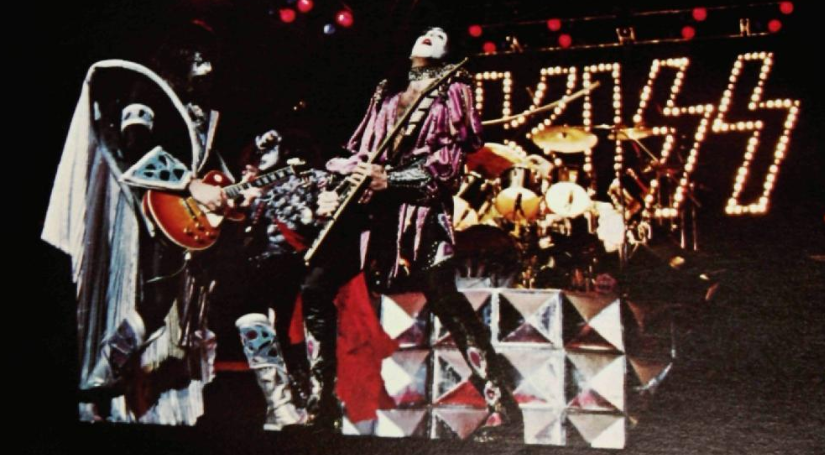
Kiss actuando en 1979.

El primer álbum de estudio de Kiss en dos años, Dynasty, publicado el 22 de mayo de 1979, también alcanzó la certificación de platino de la RIAA. Por su parte, el sencillo «I Was Made for Lovin' You», influenciado por la música disco, se convirtió en una de sus canciones más exitosas tras conseguir un disco de oro y llegar a la primera posición de las listas de varios países. El batería de sesión Anton Fig grabó la mayoría de las canciones, por decisión del productor Vini Poncia, quien consideraba que Criss, que acababa de sufrir un accidente automovilístico, no podía tocar de la manera requerida.
Además de realizar la gira Dynasty Tour, anunciada como «el regreso de Kiss», Aucoin fomentó planes para la construcción de un parque de atracciones, llamado Kiss World, pero se abandono por sus precios tan altos. El público de esta gira era mucho más joven que la de anteriores conciertos, con muchos niños pequeños con maquillaje. Tras finalizar la gira, en diciembre de 1979, las tensiones entre Criss y los otros miembros del grupo estaban en su punto más alto, pues su habilidad con la batería había menguado notablemente, incluso a llegar a tocar más lentamente o detenerse durante algunas actuaciones. El concierto final, el 16 de diciembre, supuso también el último para el percusionista, aunque siguió siendo un miembro oficial durante los seis meses siguientes.
Anton Fig tocó la batería en todas las canciones de su siguiente álbum, Unmasked, aunque no recibió acreditación y Criss fue quien apareció en la portada. Con un sonido pulido y orientado al pop contemporáneo, el disco, editado el 20 de mayo de 1980, fue su primer trabajo que no consiguió el disco de platino desde Dressed to Kill. Poco después de su lanzamiento, Criss hizo oficial su salida y su última aparición con el grupo sería en el vídeo musical del sencillo «Shandi». Frehley recomendó contratar a Fig como nuevo integrante y obtuvo la aprobación de Stanley y Simmons, sin embargo, un día después de anunciarle que sería el nuevo batería, el guitarrista le llamó para comunicarle que habían cambiado de idea.
La banda realizó audiciones a decenas de músicos para sustituir a Criss y finalmente seleccionó a un batería desconocido llamado Eric Carr. El nuevo integrante empleó el maquillaje de «The Fox» —en español: El zorro—, su presentación tuvo lugar en el programa de ABC Kids Are People Too y debutó en directo el 25 de julio de 1980, en el Palladium Theatre de Nueva York. Este fue el único concierto realizado en los Estados Unidos para promover el álbum debido a la pérdida de popularidad, aunque la gira de 1980 en Oceanía, sería una de las más exitosas de su historia, con estadios llenos y con una recepción positiva por parte de la prensa.

### Music from "The Elder"yCreatures of the Night(1981-1983)

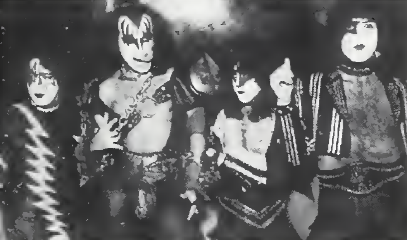
Kiss durante la presentación de Creatures of the Night.

Para su siguiente álbum, la banda volvió a trabajar con Bob Ezrin, que había producido Destroyer y The Wall de Pink Floyd. La prensa había indicado originalmente que el nuevo álbum sería un regreso al estilo hard rock que les había llevado al éxito, en cambio, el álbum publicado fue Music from "The Elder", una obra conceptual con cuernos medievales, secciones de cuerdas, arpas y sintetizadores.
El disco fue presentado como la banda sonora de una película que nunca llegó a ser realizada, lo que dificultó seguir el hilo de la historia. Para empeorar las cosas, después de haber recibido una respuesta negativa por parte de su discográfica, Kiss alteró el orden de las canciones en la mayoría de los países, para enfatizar los sencillos potenciales «The Oath» y «A World Without Heroes», lo que garantizaba a los oyentes la imposibilidad de entender una historia ya de por sí confusa. Tras su lanzamiento, la reacción de los aficionados fue dura, pues The Elder no consiguió el disco de oro y únicamente alcanzó el puesto 75 en el Billboard 200. El grupo solo realizó tres actuaciones en enero de 1982 para su promoción, dos en los programa televisivos Fridays y Solid Gold y una tercera haciendo playback para su retransmisión vía satélite en el festival de San Remo, Italia. Ace Frehley no participó en esta última aparición, debido a un accidente automovilístico junto a Anton Fig, además, el guitarrista no contribuyó de forma significativa en el álbum y solo fue el vocalista principal en una canción, «Dark Light». Sus pistas de guitarra las grabó en el estudio de su casa, en Connecticut y luego se las envió a Ezrin. Otra fuente de frustración para Frehley, era que con la salida de Criss, a menudo estaba en minoría contra las decisiones de los otros dos miembros originales y en junio, el guitarrista anunció a sus compañeros su salida, aunque no sería oficial hasta el año siguiente. Poco después, Kiss realizó cambios drásticos en sus negocios y el principal fue cortar definitivamente su relación con Bill Aucoin, quien había sido su mánager durante nueve años. Aunque Frehley ya había tomado la decisión de abandonar la banda, apareció en la portada del recopilatorio Killers, aunque no participó en ninguno de los nuevos temas incluidos.
Su décimo álbum de estudio, Creatures of the Night, publicado el 13 de octubre de 1982, tuvo mejores ventas que Music from "The Elder" y alcanzó la posición 45 en Estados Unidos, pero no recibiría la certificación de disco de oro hasta 1994. Debido a la ausencia de Frehley, Kiss utilizó a varios guitarristas para la grabación del álbum, entre ellos, Vincent Cusano. La última aparición de Frehley con la banda, hasta la reunión de 1996, fue en el vídeo de la canción «I Love It Loud», que precisamente había compuesto Cusano, quien ingresaría como nuevo guitarrista en diciembre de 1982, antes de que el grupo comenzara su gira de décimo aniversario. El músico quería utilizar su nombre de nacimiento pero Simmons vetó esta idea, pues alegó que sonaba «demasiado étnico», ya que según el bajista «sonaba como si fuera vendedor de frutas» y señaló además que «justa o injustamente, el rock and roll, se trata de imagen». Cusano sugirió llamarse Mick Fury, pero también recibió el veto de sus compañeros y posteriormente Simmons le sugirió llamarse Vinnie Vincent. Tras aceptar su nuevo nombre, el guitarrista presionó a Stanley y a Simmons para unirse como miembro en pleno derecho y a pesar de las dudas que ambos tenían sobre su personalidad, finalmente lo aceptaron como miembro oficial. Stanley diseñó un personaje, «The Ankh Warrior» —en español: El guerrero del ankh—, también conocido como «The Wizard» —en español: El mago— y un maquillaje con un ankh, para el nuevo integrante. La gira promocional de Creatures of the Night supuso un fracaso en Norteamérica debido a que varias actuaciones serían canceladas, sin embargo, en Brasil, el cuarteto realizó tres conciertos ante la mayor audiencia de su historia, en los estadios Maracaná, Mineirão y Morumbi; este último albergaría su última actuación con maquillaje —hasta la reunión de 1996—.

### Lick It UpyAnimalize(1983-1984)

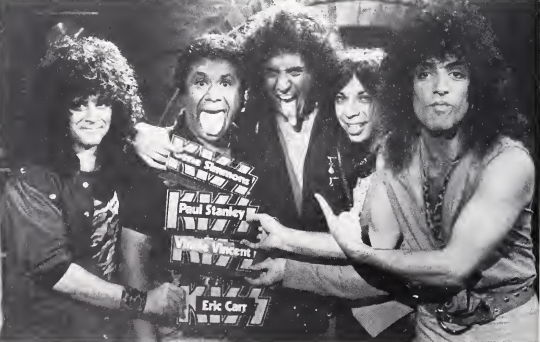
Kiss en 1983 realizando su primera aparición oficial sin maquillaje.

Creatures of the Night fue su último álbum publicado a través de Casablanca, pues su fundador, Neil Bogart, la vendió a PolyGram, antes de sucumbir al cáncer. Gracias a una cláusula de su contrato con Casablanca, que daba a Kiss la opción de dejar la discográfica si Bogart también lo hacía, la banda deshizo su relación con ellos y firmó un contrato con Mercury Records. Por aquel entonces, los problemas con Vincent habían aumentado y tras terminar la gira promocional del álbum, la banda le despidió, aunque poco después volvió a ser contratado, debido a la imposibilidad encontrar un nuevo guitarrista en tan poco tiempo.
Como sintieron que era el momento de un cambio, los miembros de Kiss tomaron la decisión de abandonar sus maquillajes y sus características vestimentas, y su primera aparición con su nueva identidad fue el 18 de septiembre de 1983, en la MTV, que coincidió con el estreno del vídeo de la canción «Lick It Up». El álbum homónimo, salió a la venta cinco días más tarde y su gira promocional comenzó en Lisboa, Portugal, el 11 de octubre de 1983, en el Pavilhão Dramático de Cascais, la cual sería su primera actuación sin maquillaje, desde su formación a principios de 1973. Lick It Up fue su primer álbum en conseguir el disco de oro en tres años y en 1990 alcanzaría también la certificación de platino. Al final de la gira, en marzo de 1984, Vincent dejó finalmente la banda y le sustituyó Mark St. John. En septiembre, el vídeo de la canción «All Hell's Breakin' Loose» consiguió la única nominación de Kiss en los MTV Video Music Awards, en la categoría de mejor cinematografía.
Con Mark St. John como nuevo guitarrista, Kiss publicó el disco Animalize el 13 de septiembre de 1984, aunque el nuevo integrante no llegó a componer ninguna de las canciones. Este álbum superó el éxito de Lick It Up —consiguió el disco de platino dos meses después de su lanzamiento— y gracias a los vídeo musicales de «Heaven's on Fire» y «Thrills in the Night», retransmitidos con frecuencia en la MTV, fue su trabajo más vendido de la década. Durante uno de los ensayos de la gira, a St. John se le paralizó la mano y los médicos le diagnosticaron artritis reactiva, por lo que la banda tuvo que despedirle en diciembre. Su sustituto fue Bruce Kulick, que había participado como músico de sesión en Animalize y cuyo hermano mayor, Bob, había sido guitarrista en Alive II y Paul Stanley.

### AsylumyCrazy Nights(1985-1988)

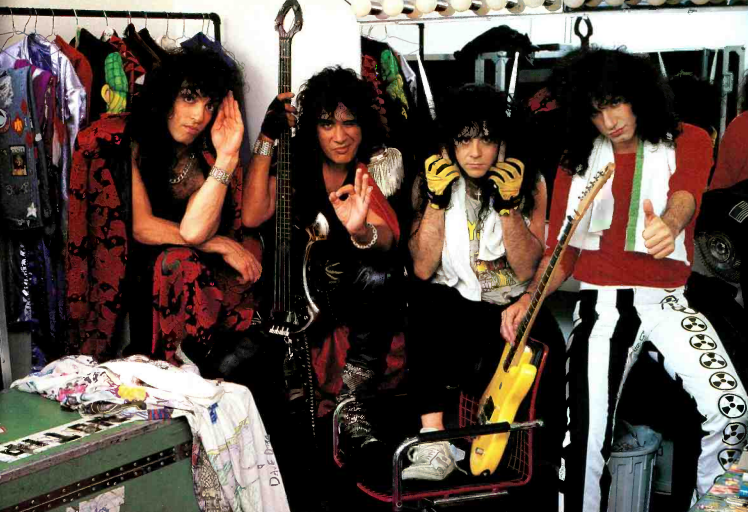
Kiss en el vestuario tras una actuación de 1988.

Bruce Kulick sería el cuarto guitarrista líder del grupo en menos de tres años, aunque él lograría permanecer durante doce, pero nunca llegó a usar ninguno de sus característicos maquillajes. Su primera actuación como integrante oficial fue en el estadio Cobo Hall, Detroit, grabado para el especial de MTV Animalize Live y que sería publicado en formato VHS con el título Animalize Live Uncensored. Su siguiente álbum, Asylum, salió a la venta el 16 de septiembre de 1985 y que aunque tuvo un éxito destacable, solo alcanzó la certificación de disco de oro de la RIAA.
Crazy Nights, lanzado el 18 de septiembre de 1987, siguió con el sonido glam de sus anteriores trabajos, aunque a diferencia de éstos incluyó abundantes pistas de teclado. En Reino Unido, Crazy Nights, fue su trabajo más exitoso, pues alcanzó la cuarta posición en las listas, el mismo puesto que consiguió su primer sencillo, «Crazy Crazy Nights», mientras que en Estados Unidos, alcanzó la posición 18, la mejor de la década y además obtuvo la certificación de platino de la RIAA. Al álbum le siguió un nuevo recopilatorio, Smashes, Thrashes & Hits, puesto a la venta el 15 de noviembre de 1988, que aparte de contener remezclas de sus clásicos, incorporó dos temas nuevos y una versión de «Beth» cantada por Eric Carr, la cual supondría su debut en estudio como vocalista principal.

### Hot in the ShadeyRevenge(1989-1993)

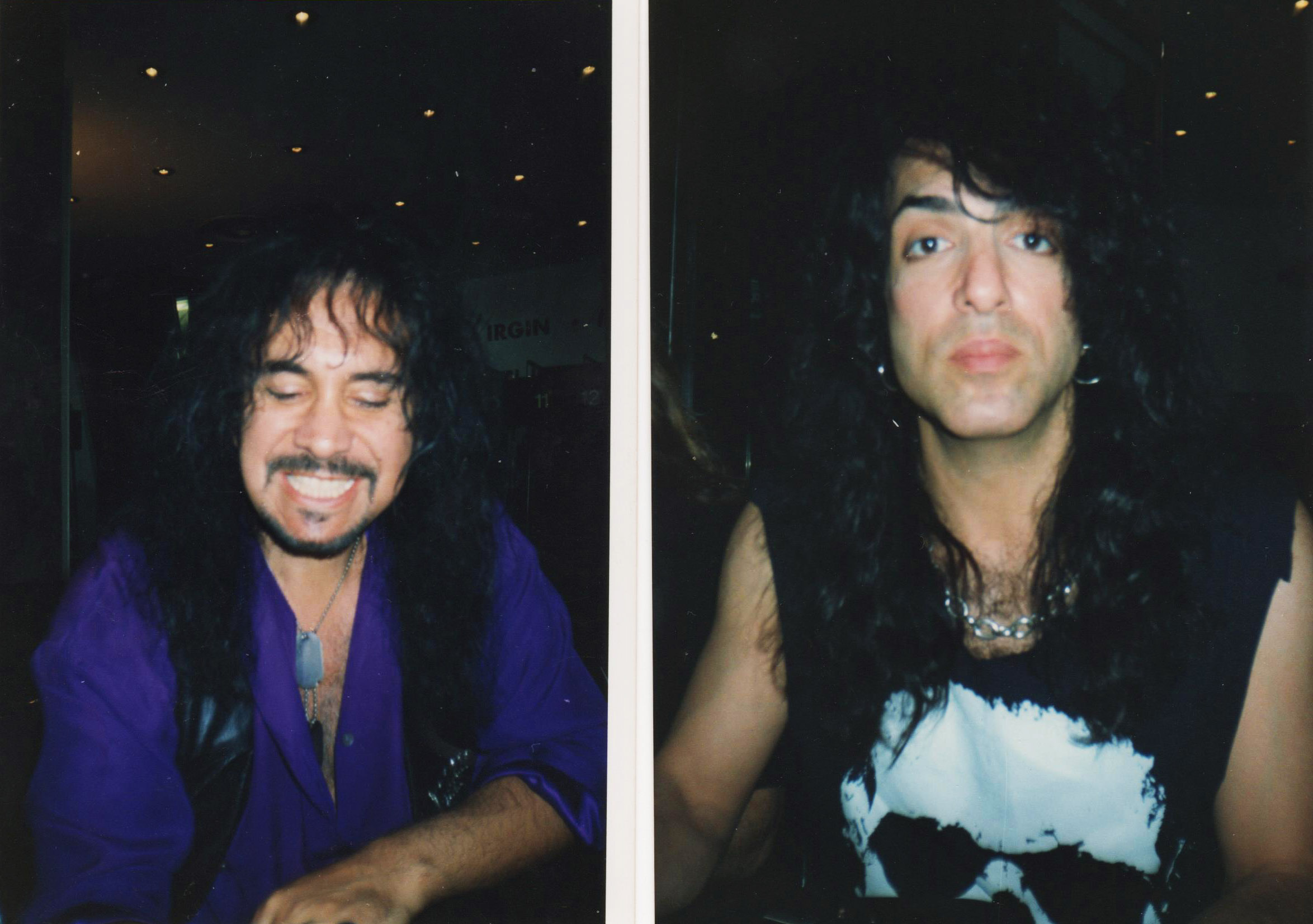
Simmons y Stanley en París, en mayo de 1992.

El último trabajo de Kiss en la década de 1980 fue Hot in the Shade, publicado el 17 de octubre de 1989 y que aunque no consiguió la certificación de platino, incluyó la balada «Forever», coescrita por Michael Bolton y que alcanzó la octava posición del Billboard Hot 100, su mejor puesto desde «Beth». Hot in the Shade conllevó el primer álbum de estudio desde Music From "The Elder" en contar con tres vocalistas principales, pues Eric Carr puso voz a uno de los temas, «Little Caesar».
En febrero de 1991, la banda decidió volver a trabajar por tercera vez con Bob Ezrin para que produjera su primer álbum de la década de 1990. Antes de comenzar la grabación, concretamente en marzo, los médicos descubrieron que Eric Carr tenía un tumor en su corazón. En abril se le intervino quirúrgicamente con éxito, pero más tarde se le encontraron más quistes en sus pulmones. El batería recibió quimioterapia y en julio se curó del cáncer, sin embargo, en septiembre sufrió la primera de dos hemorragias cerebrales y finalmente, el 24 de noviembre falleció a los 41 años de edad. A pesar de la pérdida todavía reciente de su compañero, Kiss decidió continuar con un nuevo integrante, Eric Singer, que había participado con conjuntos y artistas como Black Sabbath, Brian May y Alice Cooper.
Kiss lanzó Revenge, que incluyó algunos temas compuestos por el exguitarrista Vinnie Vincent, el 19 de mayo de 1992 y alcanzó la sexta posición en el Billboard 200 y consiguió el disco de oro. Durante su gira promocional, iniciada en abril de 1992, la banda grabó un nuevo trabajo en directo, Alive III, publicado el 18 de mayo de 1993. Cuatro días más tarde, Kiss fue añadida al paseo de la fama del rock.

### Reunión,Carnival of SoulsyPsycho Circus(1994-2000)

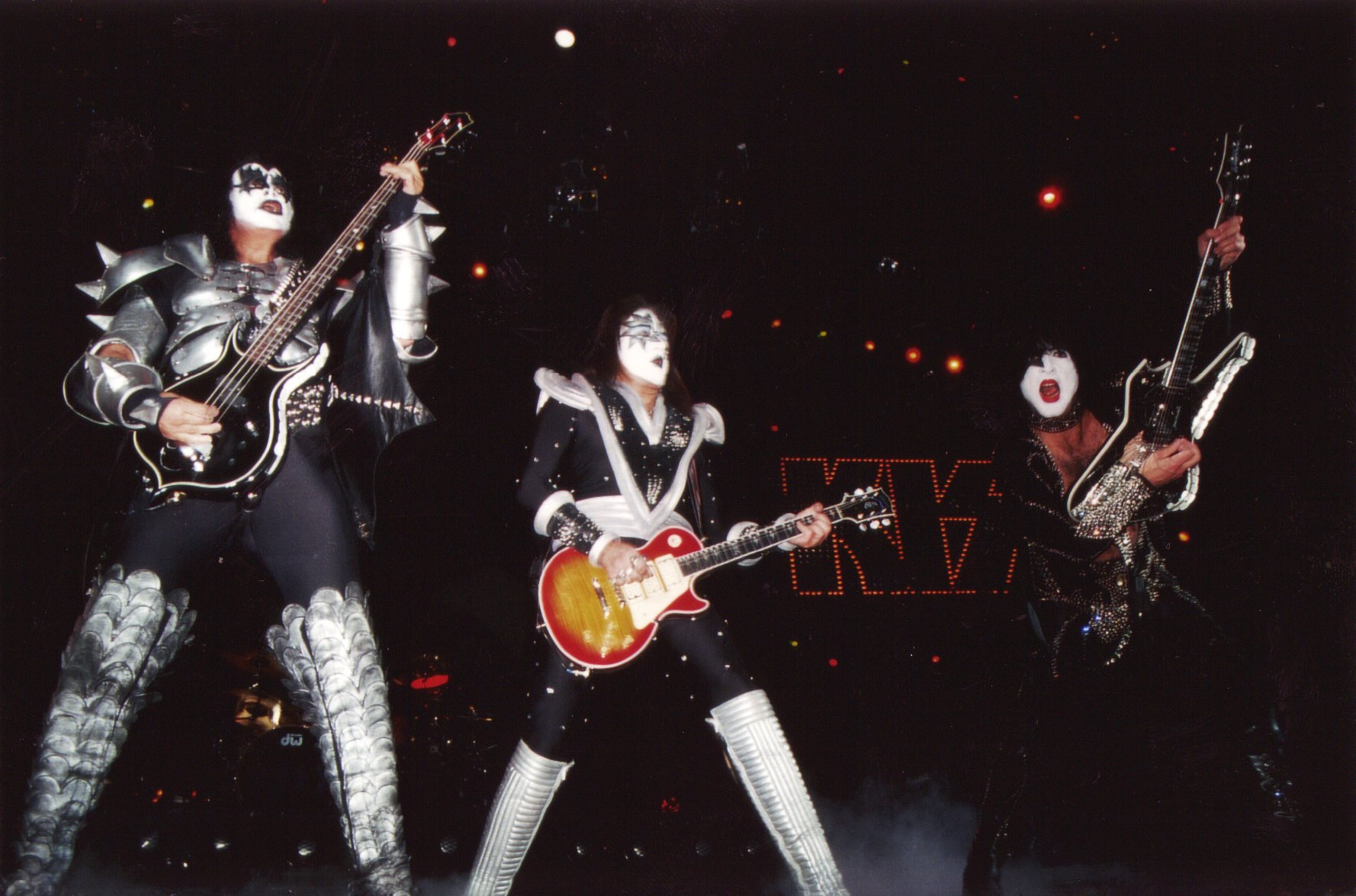
Kiss en París en marzo de 1999, como parte de la gira de Psycho Circus.

En junio de 1994 salió a la venta Kiss My Ass: Classic Kiss Regrooved, un álbum recopilatorio con versiones realizadas por músicos populares y cuyo resultado sería una mezcla ecléctica, con la inclusión de la interpretación funky de Lenny Kravitz de «Deuce» (con Stevie Wonder a la armónica), una versión ska punk de «Detroit Rock City» por The Mighty Mighty Bosstones y una apreciación country de Garth Brooks de «Hard Luck Woman» con Kiss como banda de acompañamiento.
En 1995 la agrupación realizó la gira Worldwide Kiss Convention, en la que intervinieron en convenciones de aficionados que incluyeron exhibiciones de antiguos trajes, de instrumentos y otros objetos de interés, así como actuaciones de grupos tributo y venta de merchandising de toda su carrera. El conjunto apareció en las convenciones y en cada una tocaron aproximadamente dos horas de set en acústico. En la primera fecha en los Estados Unidos, el 17 de junio de 1995, el batería original Peter Criss se unió al cuarteto en el escenario para cantar los temas «Hard Luck Woman» y «Nothin' to Lose» y que sería la primera vez en más de dieciséis años que el percusionista actuaba en directo con la banda. El 9 de agosto de 1995, Kiss se unió a lista de agrupaciones que habían participado en MTV Unplugged, para el cual recurrió a Criss y Frehley y los invitó a que participaran en el evento, en el que interpretaron «Beth», «2 000 Man», «Nothin' to Lose» y «Rock and Roll All Nite». En marzo de 1996, la actuación salió a la venta en disco, bajo el nombre Kiss Unplugged. La actuación en el Unplugged provocó meses de especulaciones de que una reunión de la formación original estaba preparándose, sin embargo, las semanas siguientes al concierto, la banda —con Kulick y Singer— regresó al estudio por primera vez en tres años para grabar la continuación de Revenge, Carnival of Souls: The Final Sessions, que a pesar de terminar su grabación en febrero de 1996, no saldría al mercado hasta dos años más tarde. El álbum, además de ser el último trabajo con Bruce Kulick como miembro oficial, incorporó la única canción del guitarrista como vocalista principal, «I Walk Alone».
| Los Grammy no son como deberían ser, todos son personas serias con traje. Todo el mundo parece cansado. No hay sorpresas. Estamos aburridos de eso. Necesitamos algo diferente... algo nuevo... gente impactante... así que ¡vamos a sorprender a la gente! —Tupac Shakur |

El 28 de febrero de 1996, Tupac Shakur introdujo a la formación original de Kiss —con su clásico maquillaje— bajo una gran ovación en la 38.ª edición de los premios Grammy. El 16 de abril, la banda realizó una conferencia conducida por Conan O'Brien y retransmitida a cincuenta y ocho países a bordo del portaaviones USS Intrepid (CV-11) en Nueva York, donde anunció sus planes de realizar una gira de reunión, con la ayuda de su nuevo mánager, Doc McGhee. Su primera actuación tras la asamblea, fue un concierto de una hora el 15 de junio en Irvine, California y dos semanas más tarde el Alive/Worldwide Tour comenzó en el Tiger Stadium en Detroit ante casi 40 000 espectadores. La gira estuvo compuesta de casi 200 fechas en trece meses, en las que el conjunto actuó para aproximadamente dos millones y medio de personas.
En septiembre de 1998, Kiss publicó Psycho Circus que a pesar de ser anunciado como el primer álbum de la formación original desde Dynasty, las contribuciones de Frehley y Criss fueron mínimas y la mayoría de las pistas las grabaron Bruce Kulick, Kevin Valentine y el futuro guitarrista de la agrupación, Tommy Thayer. A pesar de la controversia, el disco alcanzó la tercera posición en Estados Unidos, su mejor puesto hasta entonces y la certificación de oro de la RIAA, además, la canción que da título al álbum recibió la única nominación de la banda en los premios Grammy, en la categoría de mejor interpretación de hard rock. El 11 de agosto de 1999, el grupo fue incluido en el Paseo de la Fama de Hollywood y dos días después tuvo lugar el estreno mundial de Detroit Rock City, un largometraje inspirado en el cuarteto y cuya trama trata sobre cuatro adolescentes desesperados por conseguir entradas para un concierto en Detroit.
En agosto, el grupo trabajó en colaboración con la World Championship Wrestling para producir un luchador inspirado en el maquillaje de Gene Simmons, con el nombre de The Demon. Kiss tocó «God of Thunder» en directo en la WCW Monday Nitro, el día del debut del personaje, no obstante su trayectoria sería corta, pues el conjunto cortó su relación con la WCW, después de que su director general, Eric Bischoff, dejara su cargo al mes siguiente.
El cuarteto anunció a comienzos del año 2000 que realizaría la gira Farewell Tour y que sería la última serie de conciertos con la formación original, sin embargo, el grupo tuvo que añadir fechas para la gira, que continuaría hasta abril de 2001. En el año 2000 también salió a la venta el videojuego Kiss: Psycho Circus: The Nightmare Child, basado en los cómics Kiss: Psycho Circus de Todd McFarlane Productions.

### Tras la reunión (2001-2009)

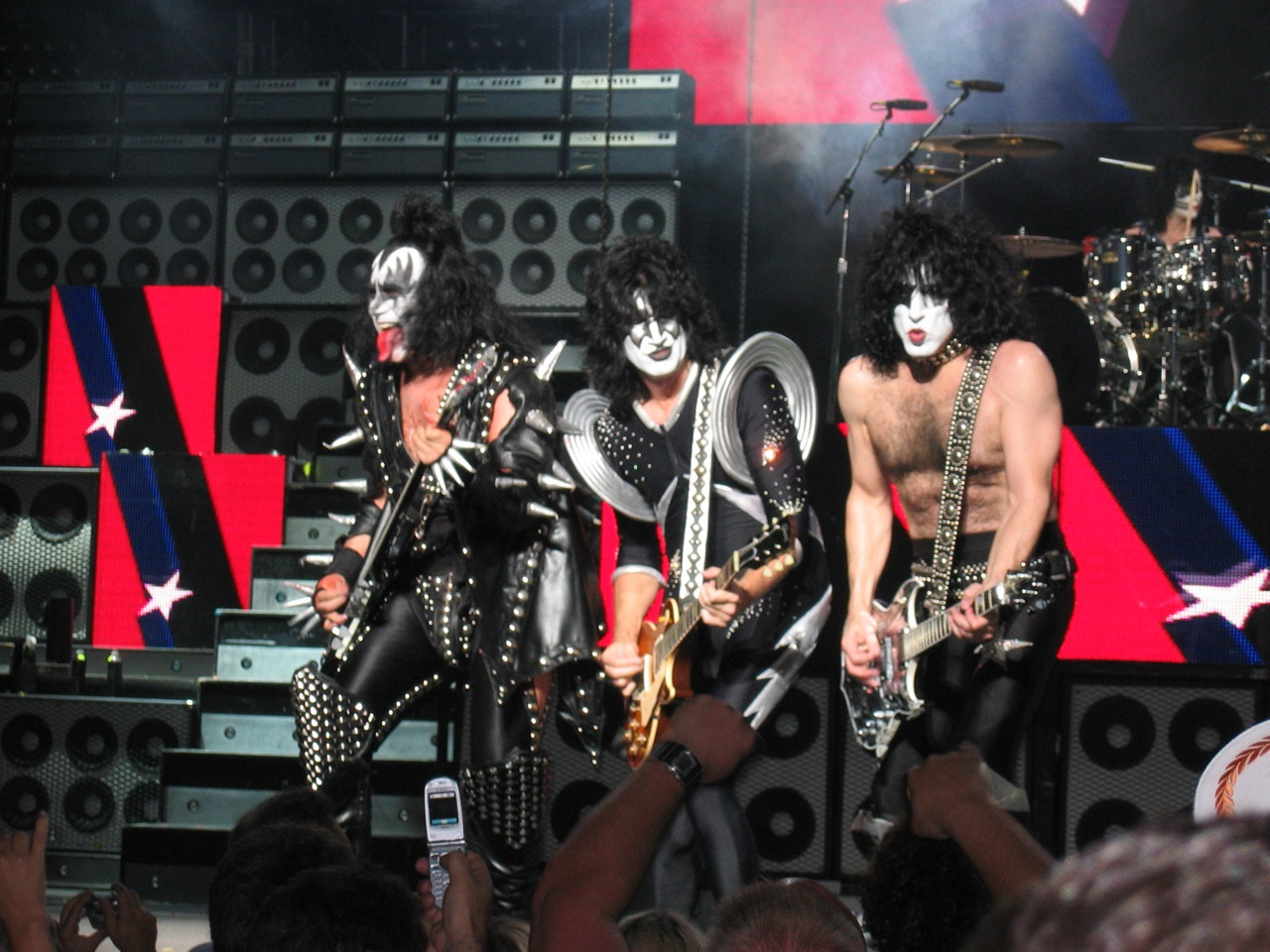
Kiss actuando en Boston, en julio de 2004.

Antes de comenzar los conciertos en Asia y Oceanía del Farewell Tour, el 31 de enero de 2001, Criss abandonó la banda una vez más, al parecer descontento con su salario y su puesto lo ocupó el exbatería Eric Singer, que asumió el rol de «Catman». En verano de ese año salió al mercado el artículo más llamativo de su merchandising, el ataúd de Kiss, en cuya presentación, Gene Simmons apuntó: «Me encanta vivir, pero esta alternativa está muy bien».
En febrero de 2002, el cuarteto actuó durante la ceremonia de clausura de Juegos Olímpicos de Invierno de 2002 en Salt Lake City, Utah y que sería la última actuación de Frehley con Kiss hasta 2018. El 6 de marzo, el conjunto realizó un concierto privado en Trelawny, Jamaica y que supuso el debut de Tommy Thayer, quien utilizó el maquillaje de «Spaceman». En febrero de 2003, el grupo, con Peter Criss de nuevo a la batería, viajó a Australia y grabó Kiss Symphony: Alive IV con la Orquesta Sinfónica de Melbourne en el Telstra Dome. A pesar de que Farewell Tour había sido anunciada como su última gira, la banda notificó una serie de conciertos con Aerosmith en 2003. Por su parte, Frehley reveló que su salida era permanente y afirmó que creía que Farewell Tour había sido la última gira, además no quería ejercer de telonero de Aerosmith.
Simmons y Stanley no renovaron el contrato de Criss, cuando expiró en marzo de 2004 y el batería declaró en su sitio web: «Nadie me ha llamado, ni a mí ni a mi abogado, para hablar sobre mi futuro en la banda. Como miembro fundador me parece una completa falta de respeto, al igual que para los aficionados que han hecho de Kiss una de las bandas más grandes del mundo». En una entrevista de radio con Eddie Trunk, Criss dijo que Stanley y Simmons querían crear una nueva versión del grupo y pensaban que el batería era demasiado viejo para tocar durante dos horas. Eric Singer fue nuevamente el encargado de reemplazarle y durante el verano de 2004, el cuarteto encabezó la gira Rock the Nation 2004 World Tour, con Poison como acto de apertura, y cuyos conciertos serían filmados para su inclusión en el DVD Rock the Nation Live!, publicado el 13 de diciembre de 2005. Stanley, que había experimentado dificultades cada vez mayores en su cadera, tuvo su movilidad limitada durante el recorrido y debió ser operado dos veces, por lo que tras la conclusión del Rock the Nation Tour, la agrupación hizo únicamente dos conciertos en 2005 y seis en 2006. En julio de 2007, durante una actuación en California, Stanley tuvo que abandonar el escenario por problemas cardíacos y pidió a sus compañeros que continuaran el concierto como trío.
El 5 de abril de 2007, el exguitarrista Mark St. John, falleció por una hemorragia cerebral a los 51 años. Después de ser despedido de Kiss en 1984, St. John formó parte de la banda de glam metal White Tiger y en 1990 colaboró con Peter Criss en un grupo llamado The Keep, que solo realizó una actuación y nunca llegó a publicar ningún disco.
En 2008, Kiss volvió a la rutina, con la realización de varios conciertos y el 30 de enero, Stanley confirmó que la banda se embarcaría en la gira Kiss Alive/35 World Tour, en la que tocaría en estadios de Europa y Oceanía. A lo largo del verano de 2008, el grupo fue cabeza de cartel de varios festivales, en los que tocó para una audiencia aproximada de 400 000 personas y en septiembre, Stanley confirmó que el Alive/35 Tour continuaría en América en verano de 2009.

### Sonic BoomyMonster(2009-2013)

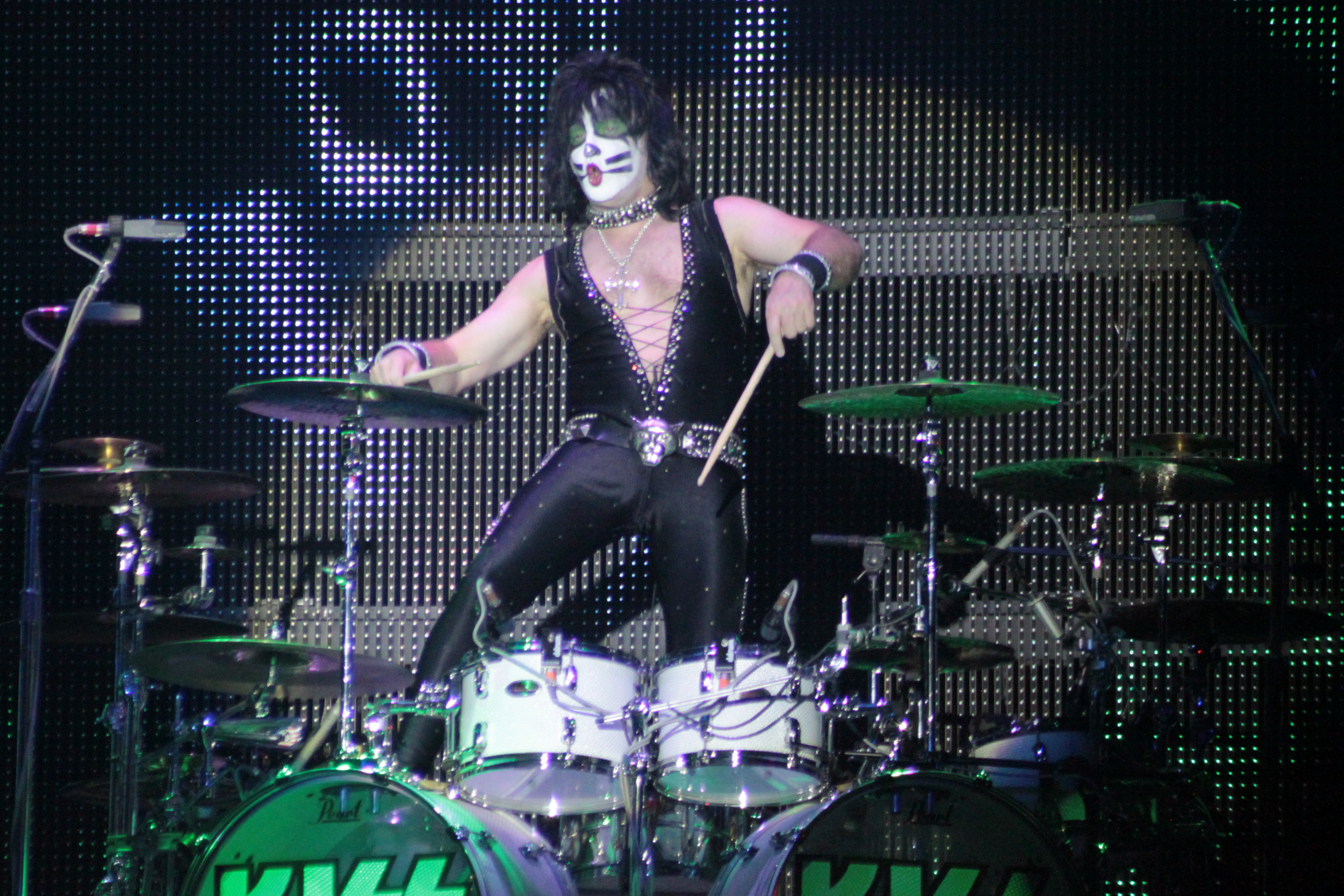
Eric Singer actuando en el Hellfest de 2013.

Diez años después de la publicación de su último álbum de estudio y tras años de negativas sobre la grabación de un nuevo trabajo, Stanley y Simmons cambiaron de opinión y en noviembre de 2008, el guitarrista declaró al fotógrafo profesional Ross Halfin que la banda ya trabajaba en un nuevo álbum de estudio que él mismo produciría y que según él sonaría como «los Kiss de 1970».
En agosto de 2009 tuvo lugar el estreno en radios de «Modern Day Delilah», el primer tema del álbum, lo que lo convirtió en el primer sencillo del conjunto en once años, además para promocionar el disco, la banda actuó en los programas Late Show with David Letterman el 6 de octubre y en Jimmy Kimmel Live! al día siguiente. Sonic Boom debutó en el puesto número dos del Billboard 200, el mejor puesto en la carrera del grupo y vendió 108 000 copias en su primera semana solo en los Estados Unidos, aunque no llegó a conseguir certificación alguna de la RIAA. El 28 de junio, su primer mánager, Bill Aucoin, a quien el exbatería Peter Criss calificó como «el quinto miembro de Kiss», falleció de cáncer a los 66 años.
El 13 de abril de 2011, la banda comenzó a grabar la continuación de Sonic Boom y que según declaraciones de Gene Simmons: «El álbum será similar a Sonic Boom. Canciones rock, nada de baladas, ni teclados, solamente rock». En mayo, el grupo anunció que el crucero Kiss Kruise que zarparía en octubre contaría con varias actividades, como una fiesta de Halloween, una rueda de prensa del conjunto, actuaciones de otros artistas y dos conciertos del cuarteto, uno de los cuales sería en acústico. El 21 de agosto, Kiss reveló que el título de su nuevo álbum sería Monster, que de acuerdo con Simmons sería incluso más pesado que Sonic Boom.
El 2 de julio de 2012, salió a la venta el sencillo «Hell or Hallelujah» como adelanto del disco y en su primer día de lanzamiento fue la canción de rock más descargada en Amazon en el Reino Unido. El 21 de agosto, la banda publicó Destroyer: (Resurected), una reedición de su álbum de 1976 que incluyó temas inéditos y la primera portada diseñada por Ken Kelly, que sin embargo recibió las críticas de Criss: «¿Por qué tocar una obra maestra». Dos meses más tarde salió al mercado Monster, que alcanzó la tercera posición del Billboard 200, aunque al igual que su antecesor tampoco logró ser certificado por la RIAA.

### Ingreso en el Rock and Roll Hall of Fame (2014-2016)

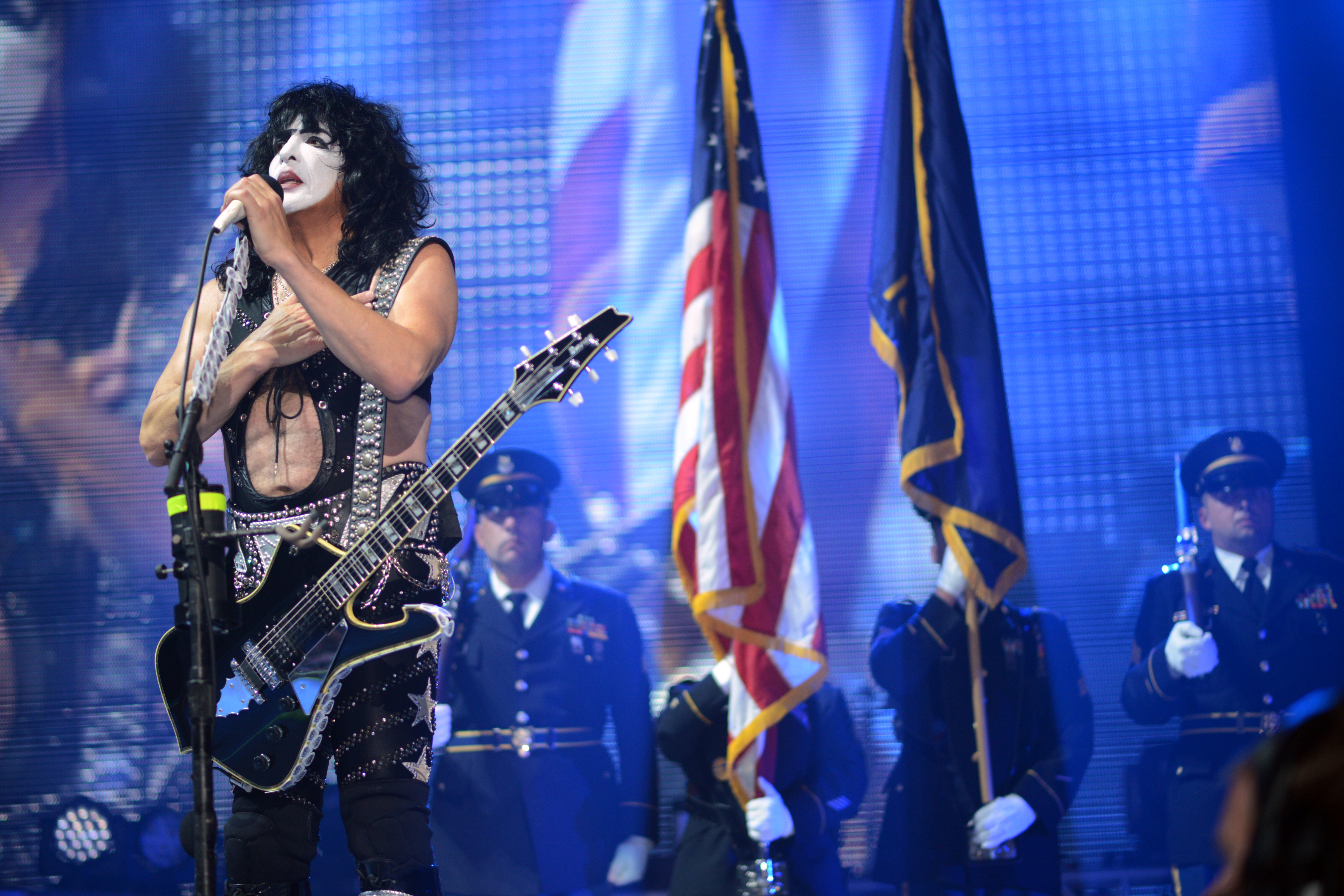
Paul Stanley haciendo el juramento a la bandera durante un concierto en Oregón, en julio de 2016.

En octubre de 2013, la banda recibió una nominación para su inclusión en el Rock and Roll Hall of Fame y tras ser la agrupación más votada en su encuesta popular, resultó elegida por los miembros del comité para su ingreso en abril de 2014. A pesar de que en principio hubo conversaciones sobre una posible reunión de la formación original, Frehley confirmó que ni él ni Criss tocarían con el grupo debido a que Simmons y Stanley habían decidido actuar con Singer y Thayer, sin embargo, pocos días después el grupo emitió comunicado en el que afirmaba que ninguna formación de Kiss actuaría en la ceremonia. Finalmente, el 10 de abril de 2014, la formación original se reunió para la aceptación de su ingreso.
Ese mismo año, Simmons, Stanley y Doc McGhee, compraron la franquicia de un equipo de fútbol americano, y lo llamaron Los Angeles Kiss. El equipo debutó en la Arena Football League ese mismo año, y sus actuaciones fueron acompañadas por un reality show televisado en el canal AMC titulado 4th and Loud, en el que se podía ver a Simmons y Stanley gestionando la participación de su equipo en la liga.
El 28 de enero de 2015, Kiss publicó un sencillo en colaboración con el conjunto japonés Momoiro Clover Z, titulado «Yume no Ukiyo ni Saitemina», además, el tema «Samurai Son», también interpretado con el mencionado grupo, aparecería como tema de apertura de la edición nipona del recopilatorio Best of Kiss 40.
En abril de 2016, Ace Frehley publicó el álbum Origins, Vol. 1, en el cual contó con la participación de Paul Stanley, lo cual supuso la primera vez que ambos músicos grababan juntos en 18 años. Stanley además tuvo que someterse a una operación de hombro, por lo que la banda tuvo que volver a realizar algunas actuaciones como trío.

### Últimos años (2016-2024)

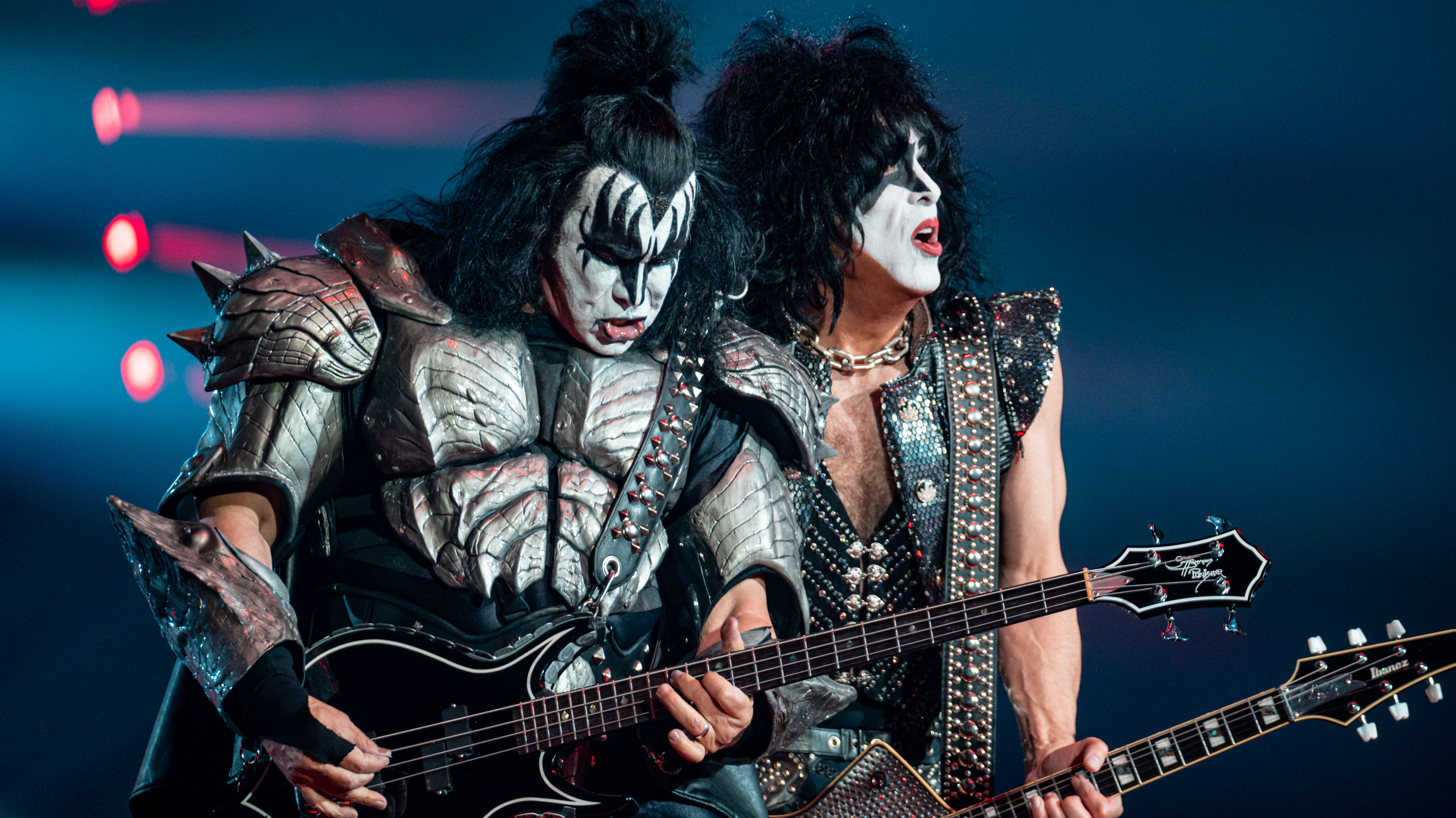
Simmons y Stanley durante un concierto en Londres en 2019.

El 19 de septiembre de 2018, tras actuar en el programa televisivo America's Got Talent, Kiss anunció que pondría fin a su carrera con la realización de la gira One Last Kiss: End of the Road World Tour y al mes siguiente los exguitarristas Ace Frehley y Bruce Kulick se le unieron para tocar algunos temas en acústico en el crucero Kiss Kruise. La gira de despedida comenzó en enero de 2019 y durante sus primeras fechas, Stanley recibió críticas que le acusaban de hacer playback sobre cintas pregrabadas aunque este no desmintió ni confirmó tales afirmaciones. Después de que algunos conciertos tuvieran que cancelarse por problemas de salud del guitarrista, en diciembre la banda contó la colaboración de Yoshiki en un par de conciertos en Japón y en una actuación televisada con motivo del fin de año. Debido a la pandemia de COVID-19 la mayoría de fechas de 2020 tuvieron que aplazarse hasta que en palabras de Simmons «los científicos hayan confirmado que es seguro continuar», aunque en fin de año el grupo realizó un concierto transmitido por internet desde el hotel Atlantis de Dubái.
Medio año después de su última actuación, Kiss tocó en directo en el festival de cine de Tribeca con motivo del estreno del documental Biography: KISStory, además por esas fechas salió a la venta Off The Soundboard: Tokyo 2001, el primero de una serie de álbumes de viejos conciertos. La gira terminó con un concierto en el Madison Square Garden de Nueva York en diciembre de 2023 que sería retransmitido por pago por visión y durante el cual, el conjunto comunicó que continuaría con sus integrantes como avatares digitales creados por la empresa Pophouse.
En abril de 2024, dieron a conocer que habían vendido su catálogo, propiedad intelectual y nombre por, aproximadamente, 300 millones de euros.

## Estilo musical
Debido a la ambigüedad en la distinción entre el heavy metal y hard rock, la música de Kiss siempre ha sido clasificada como uno o como el otro.
Aun así, el grupo también ha experimentado con otros estilos como el rock progresivo (Music from "The Elder"), el hair metal (Lick It Up, Animalize, Asylum, Crazy Nights, Hot in the Shade) y el grunge (Carnival of Souls: The Final Sessions). Su música es descrita por Allmusic como «una potente mezcla de himnos, impulsada por elegantes baladas y conducida por guitarras estridentes». Rolling Stone, en su primera crítica, describió a Kiss como los «Black Sabbath estadounidenses». Al mismo tiempo, Bennington Banner de la revista Rock Music escribió: «Con sus extraños miembros, su maquillaje estilo kawaii, sus trajes de cuero negro, su arsenal de fuegos artificiales y su potente música; Kiss representa la forma más extrema de rock en 1974».

## Influencia

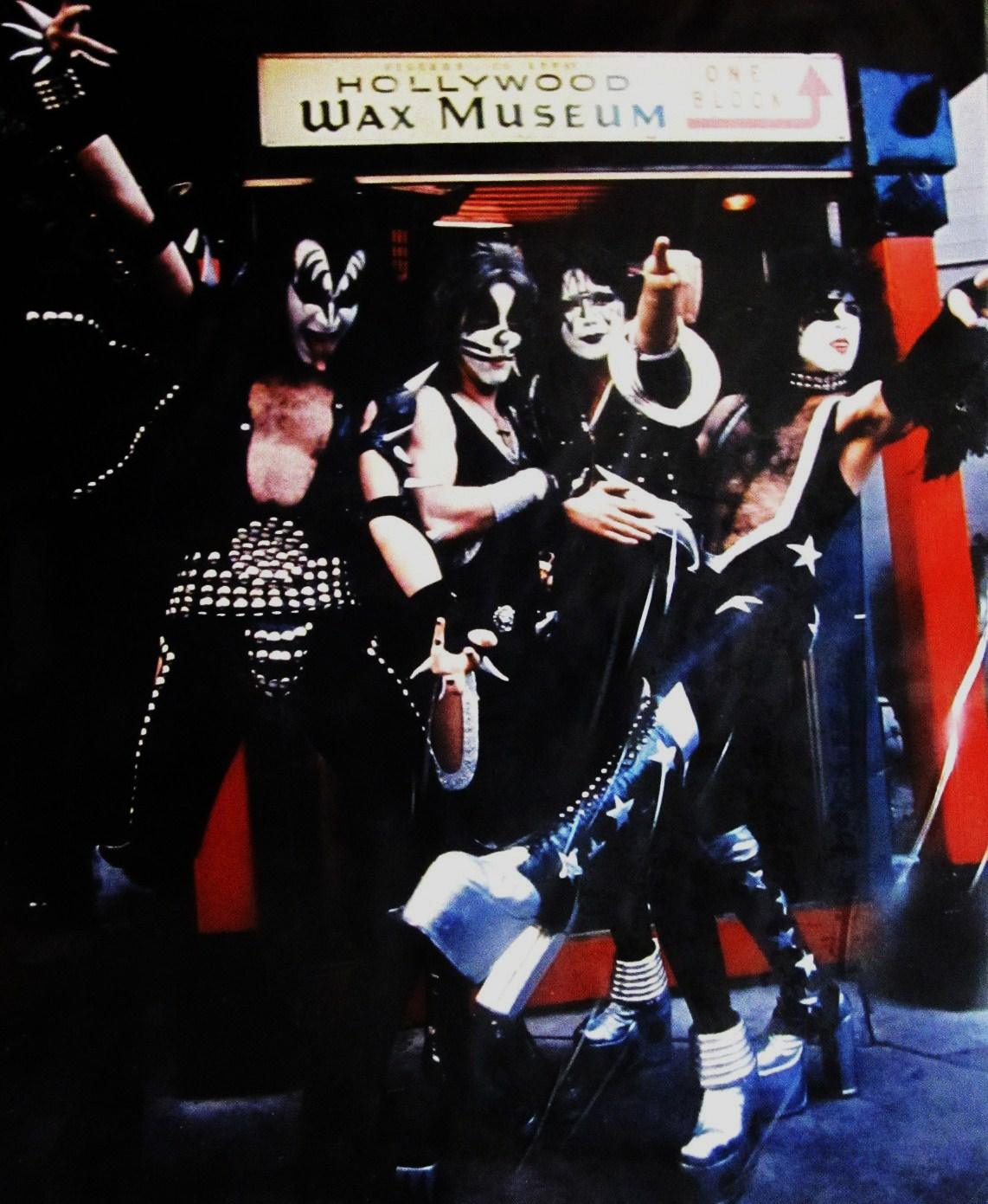
Kiss en el museo de cera de Hollywood, en 1975.

Entre las bandas que han influenciado a Kiss, tanto musical como estéticamente, destacan Cream, The Rolling Stones, Jimi Hendrix, The Who, Alice Cooper, The Beatles, Slade y New York Dolls, entre otros.
Entre los conjuntos que han mencionado a Kiss como influencia o que han versionado alguna de sus canciones, se encuentran agrupaciones tan diversas como Mötley Crüe, Metallica, Sepultura, GG Allin, Ghost, Mastodon, Armored Saint, Foo Fighters, White Zombie, Iron Maiden, Venom, Rage Against the Machine, Weezer, Nine Inch Nails, Pantera, Megadeth, Poison, Entombed, Alice in Chains, Pearl Jam, Skid Row, Anthrax o Bathory. Kiss también ha influenciado a artistas de otros géneros ajenos al hard rock como el músico de country Garth Brooks o la cantante de pop Lady Gaga. En el género del grunge la banda neoyorquina también tuvo una destacada influencia y así Nirvana grabó una versión de «Do You Love Me?» en 1989 antes de alcanzar la fama. Por su parte, Melvins no solo grabaron versiones del grupo, sino que parodiaron los álbumes en solitario de Kiss de 1978, con la publicación de un EP en solitario por cada miembro del trío. Asimismo, Soundgarden rindió tributo con la grabación de «Detroit Rock City», publicada bajo el nombre «Sub Pop Rock City» en el recopilatorio Sub Pop 200, mientras que Dinosaur Jr. versionó «Goin' Blind» para el álbum Kiss My Ass. La estética de Kiss también sirvió de inspiración para que bandas posteriores utilizaran maquillajes o máscaras; entre ellas se incluyen Slipknot, Marilyn Manson, Gwar, Immortal, Misfits, Lordi o Mercyful Fate; además, King Diamond, vocalista de esta última, tuvo que cambiar su maquillaje debido a que guardaba similitudes con el de Simmons.
Además del mencionado Kiss My Ass, también han salido a la venta varios álbumes tributo como A Tribute to the Creatures of the Night con Overkill, Iced Earth, Helloween e Hypocrisy, Hard to Believe: Kiss Covers Compilation con Nirvana y Melvins o Gods of Thunder: A Norwegian Tribute to Kiss, un disco grabado por artistas y grupos noruegos como Ulver y Espen Lind.
Algunos de los miembros de Kiss también han colaborado con otras bandas como productores de sus primeros lanzamientos. Ace Frehley produjo las dos primeras maquetas de W.A.S.P. y Eric Carr fue el mánager de la banda femenina de thrash metal Hari Kari. Sin embargo, el más prolífico sería Gene Simmons, pues fue uno de los primeros en apostar por Van Halen, aunque no pudo conseguirles un contrato y pronto se desvinculó del proyecto. El bajista también produjo los álbumes The Right to Rock (1985) y The Final Frontier (1986) de Keel, el debut homónimo de la vocalista germana Doro (1990) y W.O.W. de Wendy O. Williams, que incluye las colaboraciones de Frehley, Carr y Stanley, y que consiguió una nominación al Grammy en la categoría de mejor interpretación vocal de rock femenina.

## Miembros
| - Paul Stanley - voz, guitarra (1973-2023) - Gene Simmons - voz, bajo (1973-2023) - Peter Criss - batería y voz (1973-1980, 1996-2001, 2002-2004) - Ace Frehley - guitarra y voz (1973-1982, 1996-2002) - Eric Carr - batería y voz (1980-1991) fallecido en 1991 | - Vinnie Vincent - guitarra (1982-1984) - Mark St. John - guitarra (1984) fallecido en 2007 - Bruce Kulick - guitarra y voz (1984-1996) - Eric Singer - batería, voz (1991-1996, 2001-2002, 2004-2023) - Tommy Thayer - guitarra, voz (2002-2023) |

## Discografía
Álbumes de estudio
| - Kiss (1974) - Hotter Than Hell (1974) - Dressed to Kill (1975) - Destroyer (1976) - Rock and Roll Over (1976) - Love Gun (1977) - Peter Criss (1978) - Ace Frehley (1978) - Gene Simmons (1978) - Paul Stanley (1978) - Dynasty (1979) - Unmasked (1980) | - Music from "The Elder" (1981) - Creatures of the Night (1982) - Lick It Up (1983) - Animalize (1984) - Asylum (1985) - Crazy Nights (1987) - Hot in the Shade (1989) - Revenge (1992) - Carnival of Souls: The Final Sessions (1997) - Psycho Circus (1998) - Sonic Boom (2009) - Monster (2012) |

## Libros
| - Kisstory I (1995) - Kisstory II: Toys Games & Girls Collector's Bible (1999) - Kiss: The Early Years (2002) - Kiss Kompendium (2009) | - Kiss Monster Book (2012) - Nothin' to Lose: The Making of Kiss 1972-1975 (2013) - Kiss: 1977-1980 (2017) - The Official Kiss Poster Book (2018) |

## Premios y nominaciones
People's Choice Awards
| Año  | Trabajo nominado | Categoría        | Resultado |
| ---- | ---------------- | ---------------- | --------- |
| 1977 | «Beth»           | Canción favorita | Ganador   |

MTV Video Music Awards
| Año  | Trabajo nominado            | Categoría            | Resultado |
| ---- | --------------------------- | -------------------- | --------- |
| 1984 | «All Hell's Breakin' Loose» | Mejor cinematografía | Nominado  |

MTV Video Music Awards Japan
| Año  | Trabajo nominado             | Categoría          | Resultado |
| ---- | ---------------------------- | ------------------ | --------- |
| 2015 | «Yume no Ukiyo ni Saitemina» | Mejor colaboración | Ganador   |

Grammy
| Año  | Trabajo nominado | Categoría                         | Resultado |
| ---- | ---------------- | --------------------------------- | --------- |
| 1999 | «Psycho Circus»  | Mejor interpretación de hard rock | Nominado  |

Kennedy Center Honors
Premio Kennedy en 2025.